# مختار بابایف
مختار بهادر اوغلو بابایف (ترکی آذربایجانی: Muxtar Bahadur oğlu Babayev؛ زادهٔ ۱۶ اکتبر ۱۹۶۷) سیاستمدار اهل جمهوری آذربایجان است. او هم‌اکنون وزیر محیط زیست و منابع طبیعی جمهوری آذربایجان است. وی از دهه ۱۹۹۰ میلادی در سمت‌های مختلف برای شرکت نفت و گاز دولتی آذربایجان کار کرده است.
دولت جمهوری آذربایجان در ژانویه ۲۰۲۴ بابایف را به‌عنوان رئیس کنفرانس تغییر اقلیم سازمان ملل متحد ۲۰۲۴ منصوب کرد.

## افتخارات
- نشان ترقی — ۱۹ سپتامبر ۲۰۱۲[۳]
- نشان شهرت — ۷ نوامبر ۲۰۱۷[۴]
- نشان خورشید فروزان — ۲۹ آوریل ۲۰۲۲[۵]